# Impatiens ramosa
Impatiens ramosa är en balsaminväxtart som beskrevs av Tardieu. Impatiens ramosa ingår i släktet balsaminer, och familjen balsaminväxter. Inga underarter finns listade i Catalogue of Life.